# Summerville (Georgia)
Summerville – miasto w Stanach Zjednoczonych, w stanie Georgia, siedziba administracyjna hrabstwa Chattooga.